# ニッキー・リリー
ニッキー・リリー（英語：Nikki Lilly、出生名：Nicole Lilly Christou、2004年7月22日 - ）は、イギリスの慈善活動家、YouTuber、作家、テレビ司会者。クリストウは、 BBCの子供向けチャンネルであるCBBCで放送された『My Life』、『Nikki Lilly Meets』、『Nikki Lilly Bakes』の各シリーズが2019年の国際エミーキッズ賞を受賞したことで、特別講師となるセレブリティ・サプライ・ティーチャーとして出演し、Vlogの授業を行っている。また、 英国映画テレビ芸術アカデミー（BAFTA）特別賞の史上最年少受賞者である。2016年、クリストウはプライドオブブリテンでチャイルド・オブ・カレッジ賞を受賞している。

## 来歴
クリストウはロンドン北部の街エンフィールド出身であり、ギリシャ系キプロス人とインド人の血を引いている。6歳の時に初めて動静脈奇形（AVM）と診断された。これは稀な疾患であり、何度も手術による治療が必要となり、彼女の容貌は目に見えて変化している。その後、アメリカでの治療のために小学校を4ヶ月間欠席している。
8歳の頃からYouTube動画の制作を始め、目に見える違いを抱えて生きる自身の経験を共有することで有名になっており、彼女のYouTubeチャンネルでは、慢性疾患を抱えて生きること、いじめ、メンタルヘルス、お菓子作り、美容といったトピックを取り上げている。

## テレビ出演
クリストウはCBBCのドキュメンタリーシリーズ『My Life : Born to Vlog』と『I Will Survive』の2つのエピソード内で取り上げられた。
2016年、CBBCで放送されたお菓子作り選手権の第4シリーズで優勝したことで、2018年には自身の冠番組となる『ニッキー・リリー・ミーツ…（Nikki Lilly Meets…）』の司会を開始し、番組内ではプロテニスプレイヤーであるアンディ・マレーや、元英国首相であるテリーザ・メイなどの政治家や有名人との対談を行っている。
2018年には日本放送協会主催の第45回日本賞で作品名『マイ・ライフ ビデオブログが私の人生』がグランプリ日本賞を受賞した。

## 基金設立
クリストウと彼女の両親はAVMへの認知度の向上、この病気の研究のための資金を集め、患者とその家族を支援するために、バタフライAVMチャリティ財団の設立を行っている。

## 著書
- 『Nikki Lilly's Come on Life: The Highs and Lows on How to Live Your Best Teen Life』 - ウォーカーブックス（英語版）（2020年10月）